# Camaridium haberi
Camaridium haberi là một loài thực vật có hoa trong họ Lan. Loài này được (J.T.Atwood) M.A.Blanco mô tả khoa học đầu tiên năm 2007.